# Гроф Монте Кристо (филм из 2002)
Гроф Монте Кристо (енгл. The Count of Monte Cristo) је историјски авантуристички филм из 2002. године, режисера Кевина Рејнолдса, заснован на истоименом роману који је написао Александар Дима. Главне улоге у филму тумаче Џим Кавизел, Гај Пирс, Ричард Харис, Џејмс Фрејн, Дагмара Доминчик и Луис Гузман. Филм прати општу радњу романа, задржавајући главну причу о затвору и освети, али су многи елементи, укључујући односе између главних ликова и крај, измењени.
Филм је биоскопски објављен 25. јануара 2002. и наишао је на позитивне рецензије критичара. Остварио је комерцијални успех, зарадивши преко 75 милиона долара широм света.

## Радња
Године 1815, Едмонд Дантес, други официр на француском трговачком броду, и његов пријатељ Фернанд Мондего, представник бродарске компаније, траже медицинску помоћ на Елби за свог болесног капетана. На острву се тренутно налази прогнани цар Наполеон Бонапарта, који, пошто је спречио своје подређене да убију морнаре, приватно тражи од Дантеса да достави једно писмо у Француску у замену за услуге свог лекара. Дантес се заклео на тајност, али Фернанд је био сведок њихове размене. У Марсеју, власник компаније, Морел, похваљује Дантеса због храбрости, унапређујући га у капетана испред првог официра Данглара, који је Дантесу дао изричита наређења да не пристаје на Елбу. Дантес након тога изјављује своју намеру да се ожени својом девојком, Мерседес, за којом и Фернанд жуди.
Завидни на Дантесову срећу, Фернанд и Данглар јављају властима да Дантес носи Наполеоново писмо, које садржи информације које би могле да се искористе да помогну његовом бекству са Елбе. Вилфор, главни градски судија, притвара Дантеса, али се испрва спрема да га ослободи оптужби све док не сазна да је писмо упућено његовом властитом оцу, господину Клариону, бонапартисти. Он спаљује писмо и осуђује Дантеса на робију у Ифској тврђави. Дантес успева да побегне од Вилфора и одлази код Фернанда по помоћ, али га Фернанд уместо тога предаје жандармима који су га гонили. Дантес је послат у острвски затвор који води садистички управник, Арман Дорлеак. У замену за убеђивање Мерседес да је Дантес погубљен због издаје и да она треба да нађе утеху у Фернанду, Вилфор је натерао Фернанда да убије његовог оца.
Шест година касније, Дантес је у својој ћелији запрепашћен избијањем рупе на поду из које израња други затвореник, опат Фарија, који је провео у затвору 11 година након што је одбио да каже Наполеону где се налази благо породице Спада. Фарија је копао тунел за бекство, али када је открио да се нашао у Дантесовој ћелији, схвата да је копао у погрешном правцу. У замену за Дантесову помоћ у копању новог тунела, Фарија га образује у широком спектру академских и борилачких дисциплина. Фарија бива смртно повређен у тунелу, али пре смрти даје Дантесу мапу до блага и преклиње га да га користи само за добро. Дантес бежи из затвора након што је заузео Фаријино место у врећи за самртника, и након што је бачен у море, током чега је повукао Дорлеака са собом и удавио га.
Нашавши се на обали, Дантес наилази на групу пирата који се спремају да погубе једног од својих, Јакопа. Њихов вођа, Луиђи Вампа, одлучује да би правда и забава били боље задовољени ако би се Дантес сукобио са Јакопом у борби ножевима. Едмонд побеђује, али поштеди Јакопа, који му се заклиње на доживотну оданост. Њих двојица раде са пиратима док не стигну у Марсеј. Дантес сазнаје од Морела, који га не препознаје, да су Фернанд и Данглар били саучесници у његовој издаји, да је његов отац од туге извршио самоубиство, као и да су се Фернанд и Мерседес венчали убрзо након што је Дантес затворен. Са Фаријином мапом, он и Јакопо лоцирају благо на острву Монтекристо. Са својим новооткривеним богатством и свеобухватним образовањем, Дантес се етаблирао у париском друштву као „гроф Монте Кристо” са Јакопом као својим слугом и заклиње се на освету онима који су се заверили против њега.
Дантес се додворава породици Мондего тако што инсценира киднаповање и спасавање њиховог сина Албера. Он намами Фернанда, Вилфора и Данглара у замку пуштајући да се провуче гласина да је лоцирао благо породице Спада и да га шаље у Марсеј. Његови планови резултирају тиме да Данглар буде ухваћен на лицу места у чину крађе, а Вилфор је преварен да открије своју улогу у смрти свог оца; обојица су ухапшени. Фернанд је доведен до финансијске пропасти кад Дантес обезбеди да његови коцкарски дугови дођу на наплату. Иако се његов изглед драматично променио, Мерседес препознаје Едмонда. На крају, она га омекшава и они обнављају своју везу. Док се Фернанд спрема да побегне из земље, Мерседес открива да је једини разлог зашто се удала за њега био тај што је била трудна са Албером, који је заправо Дантесов син.
Дантес прави заседу за Фернанда у рушевинама сеоског имања његове породице, наводећи га да поверује да је тамо сакрио своје благо. Албер интервенише када Дантес покуша да убије Фернанда, али му Мерседес открива ко му је прави отац. Фернанд покушава да побегне, али се предомисли када схвати да нема куда и изазива Дантеса у борбу до смрти; Дантес побеђује и убија га.
Дантес купује Ифску тврђаву, намеравајући да је сруши, али је уместо тога оставља да стоји док се заклиње Фарији да ће своје огромне ресурсе користити за добро и одлази са својом новом породицом.

## Улоге
| Глумац            | Улога              |
| ----------------- | ------------------ |
| Џим Кавизел       | Едмонд Дантес      |
| Гај Пирс          | Фернанд Мондего    |
| Ричард Харис      | опат Фарија        |
| Џејмс Фрејн       | Ж. Ф. Вилфор       |
| Дагмара Доминчик  | Мерседес           |
| Луис Гузман       | Јакопо             |
| Мајкл Винкот      | Арман Дорлеак      |
| Хенри Кавил       | Албер Мондего      |
| Алби Вудингтон    | Филип Данглар      |
| Ж. Б. Блан        | Луиђи Вампа        |
| Алекс Нортон      | Наполеон Бонапарта |
| Патрик Годфри     | Морел              |
| Фреди Џоунс       | Кларион            |
| Хелен Макрори     | Валентина Вилфор   |
| Кристофер Адамсон | Морис              |